# Titània (satèl·lit)
Titània és la lluna més gran d'Urà i la vuitena més gran del sistema solar. Descoberta per William Herschel el 1787, Titània s'anomena en honor de la reina de les fades d’El somni d'una nit d'estiu, de Shakespeare. La seva òrbita es troba a dins de la magnetosfera d'Urà.
Titània consisteix en quantitats aproximadament iguals de gel i roca, i probablement s'hi diferencien un nucli rocós i una escorça de gel. Una capa d'aigua líquida podria ser present al límit entre el nucli i el mantell. Sembla que la superfície de Titània, que és relativament fosca i lleugerament vermella, ha estat formada tant per impactes com processos endogènics. Està coberta per nombrosos cràters d'impacte, que arriben als 326 km de diàmetre, malgrat que menys que no pas la superfície d'Oberó, la lluna més llunyana d'Urà. Titània probablement va experimentar un període endogènic inicial de canvis en la superfície, que va destruir l'antiga superfície amb molts cràters. La superfície de Titània està partida per un enorme sistema de canyons i falles escarpades; el resultat de l'expansió al seu interior durant l'evolució posterior. Com totes les llunes més grans d'Urà, Titània es va formar probablement a partir d'un disc d'acreció que envoltava el planeta tot just després de la seva formació.
Entre el 2001 i el 2005 es van fer espectroscòpies infraroges que van revelar la presència de gel d'aigua i diòxid de carboni a la superfície de Titània, que alhora van revelar que el satèl·lit podria posseir una atmosfera tènue de diòxid de carboni amb una pressió a la superfície d'al voltant d'una desena bilionèsima de bar. Unes mesures que es van fer durant una ocultació de Titània d'una estrella van posar el límit màxim de pressió superficial de qualsevol atmosfera que hi pugui haver a 10-20 nbars.
A data del 2022, el sistema uranià ha estat estudiat de prop només un cop, per la sonda Voyager 2 el gener de 1986. Va capturar diverses imatges de Titània, que van permetre cartografiar el 40% de la superfície del satèl·lit.

## Descobriment i nom
Titània va ser descoberta per William Herschel l'11 de gener de 1787, el mateix dia que va descobrir la segona lluna més gran d'Urà, Oberó. Més tard va informar els descobriments de quatre satèl·lits més, malgrat que posteriorment es van revelar com a falsos. Durant aproximadament cinquanta anys després del seu descobriment, Titània i Oberó no es van observar amb cap altre instrument que el de Herschel, tot i que el satèl·lit es pot veure des de la Terra amb un telescopi d'aficionat d'avui en dia.
Tots els satèl·lits d'Urà s'anomenen en honor de personatges creats per William Shakespeare o Alexander Pope. El nom Titània prové de la reina de les fades d'El somni d'una nit d'estiu. Els noms de tots els quatre satèl·lits d'Urà llavors coneguts van ser proposats pel fill de Herschel John el 1852, a petició de William Lassell, que havia descobert les altres dues llunes, Ariel i Umbriel, l'any abans.
Inicialment l'anomenava "el primer satèl·lit d'Urà", i el 1848 William Lassel li va donar la designació Urà I, malgrat que de vegades utilitzava la numeració de Herschel (on Titània i Oberó eren II i IV). El 1851 Lassel va numerar els quatre satèl·lits coneguts segons la seva distància al planeta utilitzant nombres romans, i des de llavors Titània s'ha designat Urà III.

## Característiques físiques
Titània és un cos esfèric de 1.578 km de diàmetre i no té atmosfera. La seua densitat mitjana és de 1.710 kg/m³ indicant una composició química de gel d'aigua (50%), silicats (30%) i compostos de metà (20%). La característica geològica més important que s'ha pogut observar és un enorme canyó molt més gran que els de la Terra i comparable al Valles Marineris de Mart. Aquesta i d'altres cicatrius en la superfície del satèl·lit indiquen que en algun temps passat hi va haver activitat tectònica a Titània. També s'han observat alguns cràters de gran mida i accidents geològics dels tipus chasma i rupes.

## Característiques orbitals
El període de rotació de Titània és de 8,7 dies, igual que el seu període orbital, ja que degut a efectes gravitatoris la seva rotació és síncrona, mostrant sempre la mateixa cara al planeta.

## Exploració
La llunyania d'esta lluna ha impedit estudiar la seua superfície en detall. Tan sols la sonda Voyager 2, pel gener de 1986, va poder aproximar-se prou com per a obtindre imatges de certa qualitat, com la de la part superior de la taula. Durant el vol de la Voyager, l'hemisferi sud de Titània estava encarat al Sol i només aquesta part va poder ser estudiada car l'altre hemisferi estava a les fosques.